# Kanton Argelès-sur-Mer
Argelès-sur-Mer is een voormalig kanton van het Franse departement Pyrénées-Orientales. Het 
kanton maakte deel uit van het arrondissement Céret. Het werd opgeheven bij decreet van 26 februari 2014 met uitwerking op 22 maart 2015.

## Gemeenten
Het kanton Argelès-sur-Mer omvatte de volgende gemeenten:
- Argelès-sur-Mer (hoofdplaats)
- Laroque-des-Albères
- Montesquieu-des-Albères
- Palau-del-Vidre
- Saint-André
- Saint-Génis-des-Fontaines
- Sorède
- Villelongue-dels-Monts